# Widoradz Dolny
Widoradz Dolny est une localité polonaise de la gmina et du powiat de Wieluń en voïvodie de Łódź.